# Dyna (dj)
Vishaal Lachman (Paramaribo, 14 maart 1985), beter bekend onder zijn artiestennaam Dyna, is een Surinaams-Nederlands dj. Hij speelt in de stijlen electro, latin house en dancehall.

## Biografie
Lachman werd geboren in Paramaribo en woont in Zuid-Holland. Als kind leerde hij pianospelen en later ging hij over tot het mixen van muziek. Zijn eerste dj-werk deed hij in Club Selected in Delft. Hij ontwikkelde een eigen geluid genaamd Sexed Up Ghostriders.
Hij behaalde enkele hits in Nederlandse hitlijsten, waaronder met Round & round samen met Lil' Kleine, F1rstman en Bollebof. Zijn bekendheid bouwde hij echter vooral op tijdens optredens, zowel in Nederland als erbuiten. Hij stond onder meer in de Heineken Music Hall, RAI Amsterdam, Ahoy Rotterdam en op Aruba, Curaçao en Ibiza. Zijn muziek werd meer dan 23 miljoen maal gestreamd.
In 2016 bracht hij in samenwerking met Badd Dimes de single Wild in Here uit.

## Discografie

### Singles
| Jaar | Act                                        | Nummer        | Vlag van Nederland | Vlag van Nederland |
| Jaar | Act                                        | Nummer        | 100                | weken              |
| ---- | ------------------------------------------ | ------------- | ------------------ | ------------------ |
| 2009 | Dyna                                       | Palo palo     | 90                 | 2                  |
| 2015 | Dyna met F1rstman, Lil' Kleine en Bollebof | Round & round | 11                 | 31                 |
| 2018 | Dyna met Frenna en Ronnie Flex             | Pull up       | 3                  | 17                 |
| 2020 | Dyna met KM en Young Ellens                | Mami          | 95                 | 1                  |